# Dilluns

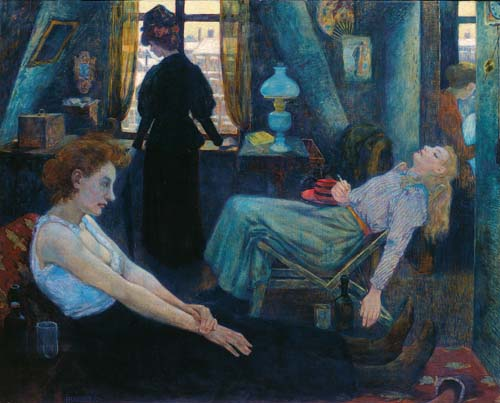
Dilluns al matí a l'àtic, és una pintura de Hans Baluschek.

El dilluns és el primer dia de la setmana; en canvi, en alguns països com els Estats Units, el Canadà, part de l'Amèrica Llatina, Portugal o el Brasil, la setmana comença en diumenge i dilluns es considera el segon dia. El nom «dilluns» prové del llatí Dies lunae, o "dia de la Lluna". S'abreuja com «dl».
Segons la mitologia catalana, els anys que comencen en dilluns seran un any pròsper i sense penúries. S'explica que la Mare de Déu va tenir Nostre Senyor en dilluns i que per celebrar-ho, ell mateix va escollir que la setmana comencés en aquest dia en lloc del diumenge com fins llavors s'havia fet tradicionalment.
El dilluns té moltes connotacions negatives perquè és l'inici habitual de la setmana laboral o escolar i perquè a l'Edat Mitjana suposava la fi de la Pau i Treva de Déu.
Aquests són alguns dels noms que rep el dilluns en diferents idiomes:
| Idioma                                                                             | Nom                                                                                             | Significat                                                 |
| ---------------------------------------------------------------------------------- | ----------------------------------------------------------------------------------------------- | ---------------------------------------------------------- |
| Català Aranès Castellà Alemany Anglès Italià Francès Japonès Holandès Romanès Suec | Dilluns Deluns [deˈlys] Lunes Montag Monday Lunedì Lundi 月曜日 / Getsuyôbi Maandag Luni Måndag | Dia de la Lluna                                            |
| Portuguès                                                                          | Segunda-feira                                                                                   | Segon dia                                                  |
| Polonès Rus                                                                        | Poniedziałek Понедельник                                                                        | Dia després de diumenge                                    |
| Basc                                                                               | Astelehen                                                                                       | Aste (setmana) + lehen (primer) = Primer dia de la setmana |